# Madschid Mohammed Abdullah
Madschid Ahmed Abdullah Mohammed (arabisch ماجد أحمد عبدالله المحمد, DMG Māǧid Ahmad ʿAbdullāh al-Muḥammad; * 11. Januar 1959 in Dschidda) ist ein ehemaliger saudi-arabischer Fußballspieler. Er ist Rekordtorschütze Saudi-Arabiens und seit 1988 Mitglied im „FIFA Hunderterklub“. 1999 belegte er bei der Wahl zum besten asiatischen Spieler des Jahrhunderts den dritten Platz.

## Kindheit
Madschid Ahmed Abdullah Mohammed wurde 1959 als Sohn eines Fußballtrainers in Dschidda geboren. Im Alter von sechs Jahren zog er mit seiner Familie nach Riad, da sein Vater eine Stelle als Trainer der Juniorenmannschaft bei al-Nasr FC angenommen hatte.

## Karriere als Fußballspieler

### Jugend- und Amateurzeit
Dort kam Abdullah auch erstmals mit Fußball in Kontakt, spielte jedoch zunächst als Torwart bei den Junioren, bevor er mit zehn Jahren in den Sturm wechselte. Bei der Entwicklung seines fußballerischen Talents wurde der linksfüssig spielende Madschid von seinem Vater zunehmend unterstützt.

### al-Nasr FC
Mit 16 Jahren fiel Abdullah Ljubiša Broćić, dem jugoslawischen Trainer von Al-Nasr, im Rahmen eines Trainings auf und der Verein nahm ihn am 9. November 1975 unter Vertrag. Bei Al-Nasr trainierte er oft mit seinem Vater und neben der Förderung durch den Saudi-Prinzen Abdul Rahman bin Saud al Saud ließ ihn Broćić kurz darauf mit der A-Mannschaft trainieren. Sein erstes Spiel absolvierte Abdullah 1976 im Rahmen eines Auslandsaufenthalts in Großbritannien gegen ein englisches Second-Division-Team und beim 4:0-Erfolg von Al-Nasr schoss er ein Tor – dazu verletzte es sich jedoch auch. Sein erster Einsatz in einem offiziellen Spiel folgte am 14. Januar 1977, als er in einem Freundschaftsspiel gegen einen marokkanischen Verein eine Position im Sturm einnahm. Kurze Zeit später debütierte er per Einwechslung in der 70. Minute in einem Pflichtspiel der neu gegründeten Saudi Professional League gegen Al-Shabab. Das erste Pflichtspieltor schoss er wiederum in einer Partie gegen Alwidah. Letztlich agierte er fünfmal in einer Mannschaft, die in der Liga den zweiten Platz (von acht Mannschaften) belegte.
In der zweiten Saison wurde die Liga auf zehn Teams erweitert und erneut erreichte Al-Nasr den zweiten Rang. Dabei war Abdullah ligaweit der zweiterfolgreichste Torschütze, obwohl er zwischenzeitlich verletzungsbedingt hatte pausieren müssen. In seiner dritten Spielzeit, als er an der Seite von Spielern wie Rivalinho agierte, gewann er mit 13 Toren die Auszeichnung zum Torschützenkönig. Die nächste Vizemeisterschaft stellte die Vereinsführung von Al-Nasr jedoch nicht zufrieden und so entließ sie Abdullahs „Mentoren“ Broćić. Unter dem neuen Trainer Chico Formiga gelang 1980 schließlich der Gewinn des Meistertitels und Abdullah war mit 17 Toren zum zweiten Mal in Folge Torschützenkönig geworden. Dazu kamen vier Treffer auf dem Weg zum Sieg im saudi-arabischen King Cup und die insgesamt 21 Tore sorgten dafür, dass er den Goldenen Schuh als bester Torschütze in den arabischen Ländern gewann. Verletzungen warfen Abdullah in der Zeit zwischen 1981 und 1985 sportlich häufig zurück, was sich auch auf die saudische Nationalmannschaft auswirkte. Ab 1986 stabilisierten sich die Darbietungen wieder und bis 1990 war er dreimal siegreich im King’s Cup und einmal in der Meisterschaft. Die nächsten Titel nach schwierigen Jahren zu Beginn der 1990er folgten zur Mitte des Jahrzehnts mit einer weiteren Meisterschaft (1995), 1996 und 1997 jeweils dem Golf-Vereinspokal sowie 1998 dem Asienpokal der Pokalsieger. Der Sieg im Finale des zuletzt genannten Wettbewerbs, in dem Abdullah einen Treffer für Al-Nasr erzielte, stellte ebenfalls das Ende von Abdullahs Karriere bei Al-Nasr dar. Nach dem Rücktritt Abdullahs beschloss Al-Nasr die von ihm getragene Trikotnummer 9 nicht mehr an einen anderen Spieler zu vergeben. Insgesamt hatte er für Al-Nasr im Laufe seiner Karriere 189 Ligatore geschossen. In 20 Spielzeiten erzielte er insgesamt 324 Tore.

### Saudische Nationalmannschaft
Nur fünf Erstligaspiele für Al-Nasr hatte Abdullah bestritten, als er 1977 erstmals für das Junioren-Nationalteam aufgeboten wurde, um an einem Freundschaftsturnier im iranischen Täbris teilzunehmen. In diesem Turnier wurde Madschid mit sieben Toren Torschützenkönig und das Team von Saudi-Arabien landete auf dem zweiten Platz. Dies blieb dem A-Nationaltrainer nicht verborgen und so berief dieser ihn kurz darauf erstmals in den A-Kader Saudi-Arabiens. Nach nur fünf Spielen mit Al-Nasr hatte Abdullah somit den Sprung in das Nationalkader geschafft. In der Folge sollte er bis zu seinem Rücktritt 1994 ohne Unterbrechung dem Nationalteam angehören. Das erste Spiel, das er für das Nationalteam bestritt, war ein Freundschaftsspiel gegen Benfica Lissabon. Hierbei erzielte Abdullah zwei Tore, wobei vor allem sein Treffer nach einem Sololauf auf der eigenen Hälfte weite Beachtung fand. Gemeinsam mit anderen jungen talentierten Spielern verbesserte sich die saudische Nationalelf in den folgenden Jahren, bis Saudi-Arabien gegen Ende der 1980er Jahre als eines der besten asiatischen Teams angesehen wurde. Hatte das Jahrzehnt zunächst enttäuschend mit einem weiteren Scheitern in der Qualifikation für die Fußball-Weltmeisterschaft 1982 begonnen und der brasilianische Weltmeistertrainer Mário Zagallo einige Fortschritte erzielt, ohne „Zählbares“ zu erreichen, so sorgte das Team um Abdullah 1984 unter dem neuen, beliebten saudischen Trainer Chalil al-Zayani für eine große Überraschung. Unter al-Zayani gelang die erstmalige Qualifikation für ein olympisches Fußballturnier und der anfänglich verletzte Abdullah schoss in der entscheidenden Phase sechs Tore. Bei den Olympischen Spielen 1984 in Los Angeles selbst verlor Saudi-Arabien dann alle drei Spiele, wobei Abdullah gegen Brasilien (1:3) seinen einzigen Treffer erzielte.
Im Dezember 1984 nahm Saudi-Arabien erstmals an der Fußball-Asienmeisterschaft teil und bei dem Turnier setzte sich Abdullah mit seinen Mannen gegen höher eingeschätzte Team wie Südkorea, Kuwait, Iran und im Finale China durch – im Endspiel sorgte Abdullah für den 2:0-Endstand. Vier Jahre später wiederholte Abdullah mit Saudi-Arabien diesen Erfolg, wobei nun der Brasilianer Carlos Alberto Parreira an der Seitenlinie stand. Nachdem Abdullah im Halbfinale gegen den Iran das einzige Tor geschossen hatte, ging das Endspiel gegen Südkorea ins Elfmeterschießen, das Saudi-Arabien mit 4:3 gewinnen konnte. Nächster und letzter Höhepunkt im Verlauf von Abdullahs Nationalmannschaftskarriere war 1994 die erste Qualifikation Saudi-Arabiens für eine Fußball-Weltmeisterschaft. Dort gelang Saudi-Arabien sogar der überraschende Vorstoß in die zweite Runde und Abdullahs zwei Einsätze waren gleichzeitig die letzten internationalen Auftritte für sein Land.

### Statistiken in der Nationalmannschaft
- Debüt am 4. Mai 1978: Saudi-Arabien gegen Pakistan 6:0 (in Riad)
- Abschied am 26. Juni 1994: Saudi-Arabien – Belgien 1:0 (in Washington D.C.)

- Teilnahme an der Weltmeisterschaft 1994: 2 Spiele, kein Tor
- Teilnahme an den Olympischen Spielen 1984
- Statistik: 139 Spiele – 67 Tore (inkl. Freundschaftsspielen und inoffiziellen Spielen erzielte er sogar 209 Tore)

### Werdegang nach der Fußballkarriere
Zurzeit arbeitet Abdullah als Kommentator für einen saudi-arabischen Sportkanal.

## Titel/Auszeichnungen

### Mit der Nationalmannschaft
- 2 × Gewinn der Fußball-Asienmeisterschaft (1984 und 1988)

### Mit dem Verein
- 1 × Gewinn des asiatischen Pokalsieger-Pokals mit Al-Nasr (1998)
- 4 × Gewinn der Saudi Professional League mit Al-Nasr (1980, 1981, 1989 und 1995)
- 4 × Gewinn des King’s Cup mit Al-Nasr (1981, 1986, 1987 und 1990)
- 2 × Gewinn des Golf-Vereinspokal mit Al-Nasr (1996 und 1997)

### Individuelle Auszeichnungen
- 3 × Asiens Fußballer des Jahres (1984, 1985 und 1986 (unbestätigt!))
- 6 × Torschützenkönig in der Saudi Professional League (1979, 1980, 1981, 1983, 1986 und 1989)